# Suchy Las (województwo mazowieckie)
Suchy Las – wieś sołecka w Polsce, położona w województwie mazowieckim, w powiecie pruszkowskim, w gminie Michałowice.
W latach 1975–1998 miejscowość położona była w województwie warszawskim. Miejscowość od południa graniczy z Lasami Sękocińskimi, od zachodu graniczy z Komorowem, za północną granicą znajdują się Pęcice Małe oraz Pęcice, a na wschód – Sokołów.
Miejscowość pełni funkcję głównie wypoczynkowo-turystyczną.